# Route 3 (Nouvelle-Écosse)
Pour les articles homonymes, voir Route 3.
La route 3 est une route principale de la Nouvelle-Écosse située dans le sud-ouest de la province, entre Halifax et Yarmouth. Elle suit la côte de l'océan Atlantique, en étant une route alternative à la route 103. Elle mesure 389 km (242 mi).

## Description du tracé

### Halifax à Liverpool
L'extrémité est de la route 3 est au carrefour giratoire avec Joseph Howe Drive, Chebucto Drive, Quinpool Street et la route 253. Elle se dirige d'abord vers l'ouest en croisant la route 103 une première fois, puis, elle traverse Beechville et Timberlea. À Lake of the Woods, elle croise à nouveau la route 103 à sa sortie 4, puis elle traverse Lewis Lake. Elle rejoint ensuite la Baie de St. Margarets, où elle traverse les villes de Head of Saint Margarets Bay et de Boutiliers Point pour ensuite rejoindre Hubbards, 10 km (6,2 mi) plus loin. Elle atteint ensuite East River, puis elle entre dans la région de Chester.
Elle suit ensuite la Baie de Mahone, puis elle passe au nord de Chester. Elle croise par la suite les routes 12 et 14, puis elle bifurque vers le sud pour rejoindre Western Shore. Environ 8 km (5 mi) au sud-ouest, elle rejoint Mahone Bay.
Elle effectue ensuite une boucle en U pour rejoindre la ville de Lunenburg. Elle revient pour traverser la ville de Bridgewater, la plus grande ville de la région. À Bridgewater, elle emprunte les rues LaHave, King et Dufferin. Elle rejoint ensuite la route 103, qu'elle croise à une intersection à niveau. Elle forme un multiplex avec cette dernière sur 30 km (19 mi).
Elle quitte ensuite la route 103 pour devenir la rue principale de Brooklyn. Elle traverse la rivière Mersey et elle rejoint Liverpool, où elle emprunte les rues Main, Waterloo et White Point.

### Liverpool à Yarmouth
La route 3 continue de se diriger vers l'ouest en traversant White Point, puis elle suit la côte Atlantique jusqu'à River Head, où elle croise la route 103 à une intersection à niveau. Elle forme à nouveau un multiplex avec celle-ci sur 25 km (16 mi).
À Sable River, elle quitte la route 103 pour effectuer une boucle en U pour rejoindre le village de Lockeport. Elle retrouve à nouveau la route 103 à Jordan Falls où elle la suit jusqu'à Shelburne, où elle emprunte les rues Woodlawn, King et Water. Elle croise à nouveau la route 103 à Birchtown où elle forme un avant-dernier multiplex sur environ 20 km (12 mi). Ce multiplex prend fin à Barrington.
Elle suit ensuite la côte Atlantique sur 60 km (37 mi), traversant Pubnico et Shag Harbour. Elle forme un dernier multiplex avec la route 103 à Argyle, puis elle se dirige vers l'ouest jusqu'à Yarmouth, où elle croise la route 101 et où elle est nommée rue Starrs. La route 3 prend fin à l'intersection avec la route 1 au nord du centre-ville.

## Intersections majeures
| Comté                   | Ville              | km     | Destinations | Notes |
| ----------------------- | ------------------ | ------ | --- | --- |
| Halifax                 | Halifax            | 0,00   | Joseph Howe Drive vers Route 102 / Route 103 – Bedford Chebucto Road – Pont Macdonald Route 349 sud (Herring Cove Road) | Carrefour giratoire; terminus nord de la Route 349                                                                                                 |
| Halifax                 | Halifax            | 1,90   | Dunbrack Street vers Route 102 – Fairview, Spryfield                                                                    | |
| Halifax                 | Halifax            | 3,60   | Route 333 ouest – Ragged Lake, Prospect, Peggys Cove                                                                    | Terminus nord de la Route 333 |
| Halifax                 | Timberlea          | 4,00   | Route 103 vers Route 102 – Bridgewater, Yarmouth, Aéroport, Halifax                                                     | Sortie 2 de la Route 103 |
| Halifax                 | Timberlea          | 8,60   | Timberlea Village Parkway vers Route 103                                                                                | |
| Halifax                 | Hubley             | 15,10  | Route 103 – Upper Tantallon, Yarmouth, Halifax                                                                          | Sortie 4 de la Route 103 |
| Halifax                 | Upper Tantallon    | 24,00  | Route 213 est vers Route 103 – Hammonds Plains, Bedford                                                                 | Terminus ouest de la Route 213 |
| Halifax                 | Upper Tantallon    | 24,30  | Route 333 sud – Tantallon, Peggys Cove                                                                                  | Terminus nord de la Route 333 |
| Halifax                 |                    | 35,10  | Ingramport Connector vers Route 103                                                                                     | Carrefour giratoire |
| Lunenburg               | Hubbards           | 47,20  | Route 329 sud – Mill Cove, Fox Point, Blandford                                                                         | Terminus nord de la Route 329 |
| Lunenburg               | Hubbards           | 48,00  | Mill Lake 1 Road vers Route 103                                                                                         | |
| Lunenburg               | East River         | 57,10  | Route 329 sud – Deep Cove, Blandford                                                                                    | Terminus sud de la Route 329 |
| Lunenburg               | East River         | 58,10  | Route 103 – Yarmouth, Halifax                                                                                           | Sortie 7 de la Route 103 |
| Lunenburg               | Chester            | 68,50  | Route 14 nord vers Route 103 – Windsor                                                                                  | Terminus sud de la Route 14 |
| Lunenburg               | Chester            | 69,60  | Wake Up Hill Road / Marriotts Cove Road                                                                                 | Carrefour giratoire |
| Lunenburg               | Chester Basin      | 73,50  | Route 12 nord vers Route 103 – Kentville, New Ross                                                                      | Terminus sud de la Route 12 |
| Lunenburg               | Mahone Bay         | 87,60  | Route 103 – Bridgewater, Halifax                                                                                        | Sortie 10 de la Route 103 |
| Lunenburg               | Mahone Bay         | 90,40  | Route 325 nord – Bridgewater                                                                                            | Terminus sud de la Route 325 |
| Lunenburg               | Lunenburg          | 99,90  | Route 332 ouest – Bridgewater, Riverport                                                                                | Terminus est du multiplex avec la Route 332 |
| Lunenburg               | Lunenburg          | 100,10 | Route 332 est – Blue Rocks, First Peninsula                                                                             | Terminus ouest du multiplex avec la Route 332 |
| Lunenburg               | Lunenburg          | 100,80 | Route 324 nord – Blockhouse                                                                                             | |
| Lunenburg               | Lunenburg          | 103,60 | Route 332 vers Route 324 / Route 103 – Blue Rocks, Riverport, Mahone Bay                                                | |
| Lunenburg               | Upper La Hève      | 113,60 | Route 332 est – Middle La Hève, Riverport                                                                               | Terminus ouest de la Route 332 |
| Lunenburg               | Bridgewater        | 119,80 | Traverse le fleuve La Hève                                                                                              | Traverse le fleuve La Hève |
| Lunenburg               | Bridgewater        | 119,90 | Route 331 est vers Route 325 – Middleton, Parc national de Kejimkujik                                                   | Terminus est du multiplex avec la Route 331 |
| Lunenburg               | Bridgewater        | 120,10 | Route 331 ouest – West La Hève, East La Hève                                                                            | Terminus ouest du multiplex avec la Route 331 |
| Lunenburg               | Hebb's Cross       | 128,10 | Route 103 est – Mahone Bay, Halifax                                                                                     | Terminus est du multiplex avec la Route 103; sortie 14 de la Route 103                                                                             |
| Lunenburg               |                    | 134,60 | Italy Cross Road – Crousetown, Petite Rivière, Rissers Beach                                                            | Intersection à niveau; sortie 15 |
| Lunenburg               |                    | 138,40 | Hirtle Road / Camperdown School Road − Vogler's Cove, Broad Cove, Camperdown                                            | Intersection à niveau; sortie 16 |
| Queens                  |                    | 149,10 | Route 331 – East Port Medway, Mill Village, Charleston, Voglers Cove, Cherry Hill                                       | Mill Village et Charleston indiqués en direction ouest, Voglers Cove et Cherry Hill indiqués en direction est; intersection à niveau; sortie 17    |
| Queens                  |                    | 149,80 | Traverse la rivière Medway                                                                                              | Traverse la rivière Medway |
| Queens                  |                    | 150,90 | Port Medway Road – Mill Village, Charleston, Port Medway, East/West Berlin                                              | Mill Village et Charleston indiqués en direction est, Port Medway et East/West Berlin indiqués en direction est; intersection à niveau; sortie 17A |
| Queens                  |                    | 157,10 | Route 103 ouest – Liverpool, Shelburne, Yarmouth                                                                        | Terminus ouest du multiplex avec la Route 103; sortie 18 de la Route 103                                                                           |
| Queens                  | Liverpool          | 164,40 | Route 8 nord vers Route 103 – Parc national de Kejimkujik, Annapolis Royal                                              | Terminus sud de la Route 8 |
| Queens                  | Liverpool          | 165,20 | Traverse la rivière Mersey                                                                                              | Traverse la rivière Mersey |
| Queens                  |                    | 184,20 | Route 103 est – Liverpool, Halifax                                                                                      | Terminus est du multiplex avec la Route 103; sortie 21 de la Route 103                                                                             |
| Queens                  | Port Joli          | 193,50 | Route 3 – Port Joli, East Port L'Hébert                                                                                 | Sortie 22 de la Route 103 |
| Shelburne               | Sable River        | 209,30 | Route 103 ouest – Shelburne, Yarmouth                                                                                   | Terminus ouest du multiplex avec la Route 103; sortie 23 de la Route 103                                                                           |
| Shelburne               | Jordan Falls       | 242,80 | Route 103 est – Liverpool                                                                                               | Terminus est du multiplex avec la Route 103; sortie 24 de la Route 103                                                                             |
| Shelburne               |                    | 248,50 | Route 103 ouest – Barrington, Yarmouth                                                                                  | Terminus ouest du multiplex avec la Route 103; sortie 25 de la Route 103                                                                           |
| Shelburne               | Shelburne          | 255,10 | Route 203 nord – Ohio                                                                                                   | Terminus sud de la Route 203 |
| Shelburne               | Birchtown          | 262,10 | Route 103 est – Liverpool, Halifax                                                                                      | Terminus est du multiplex avec la Route 103; sortie 27 de la Route 103                                                                             |
| Shelburne               |                    | 275,50 | Route 309 sud – Port Clyde, Cap Noir, Port La Tour                                                                      | Terminus nord de la Route 309; sortie 28 de la Route 103                                                                                           |
| Shelburne               | Barrington         | 298,70 | Route 103 ouest – Pubnico, Yarmouth                                                                                     | Terminus ouest du multiplex avec la Route 103; sortie 29 de la Route 103                                                                           |
| Shelburne               | Barrington         | 300,00 | Route 309 nord – Villagedale, Port La Tour                                                                              | Terminus sud de la Route 309 |
| Shelburne               | Barrington         | 302,60 | Oak Park Road vers Route 103 – Yarmouth, Oak Park                                                                       | |
| Shelburne               | Barrington Passage | 308,00 | Route 330 sud – Cap de Sable, Clark's Harbour, Stoney Island                                                            | Terminus nord de la Route 330 |
| Yarmouth                | Pubnico            | 346,90 | Pubnico Connector vers Route 103 – Barrington, Yarmouth,                                                                | |
| Yarmouth                | Pubnico            | 347,60 | Route 335 sud – West Pubnico                                                                                            | Terminus nord de la Route 335 |
| Yarmouth                | Argyle             | 361,40 | Route 103 est – Pubnico, Halifax                                                                                        | Terminus est du multiplex avec la Route 103; sortie 32 de la Route 103                                                                             |
| Yarmouth                | Argyle             | 362,00 | Traverse la rivière Argyle                                                                                              | Traverse la rivière Argyle |
| Yarmouth                | Argyle             | 362,40 | Route 103 ouest – Tusket, Yarmouth                                                                                      | Terminus ouest du multiplex avec la Route 103; sortie 32A de la Route 103                                                                          |
| Yarmouth                | Tusket             | 374,10 | Route 308 sud – Amiraults Hill, Pointe-Sluice                                                                           | Terminus est du multiplex avec la Route 308 |
| Yarmouth                | Tusket             | 374,60 | Route 308 nord – Quinan                                                                                                 | Terminus ouest du multiplex avec la Route 308 |
| Yarmouth                | Tusket             | 376,00 | Traverse la rivière Tusket                                                                                              | Traverse la rivière Tusket |
| Yarmouth                | Arcadia            | 383,80 | Route 334 sud – Wedgeport                                                                                               | Terminus nord de la Route 334 |
| Yarmouth                | Yarmouth           | 387,30 | Hardscratch Road vers Route 103 est – Tusket, Halifax                                                                   | |
| Yarmouth                | Yarmouth           | 387,90 | Route 101 est – Hebron, Digby                                                                                           | Terminus ouest de la Route 101 |
| Yarmouth                | Yarmouth           | 389,40 | Route 1 – Traversier, Hebron, Digby                                                                                     | |
| - Terminus de multiplex |                    |        | | |